# Mizan Teferi
Mizan Teferi – miasto w Etiopii, największe w regionie Ludów Etiopii Południowo-Zachodniej. Centrum administracyjne strefy Bench Sheko. Według danych szacunkowych na rok 2022 liczy 91 437 mieszkańców.
Wraz z sąsiednim miastem Aman tworzy odrębną ueredę zwaną Mizan Aman.